# 戈爾哈布爾

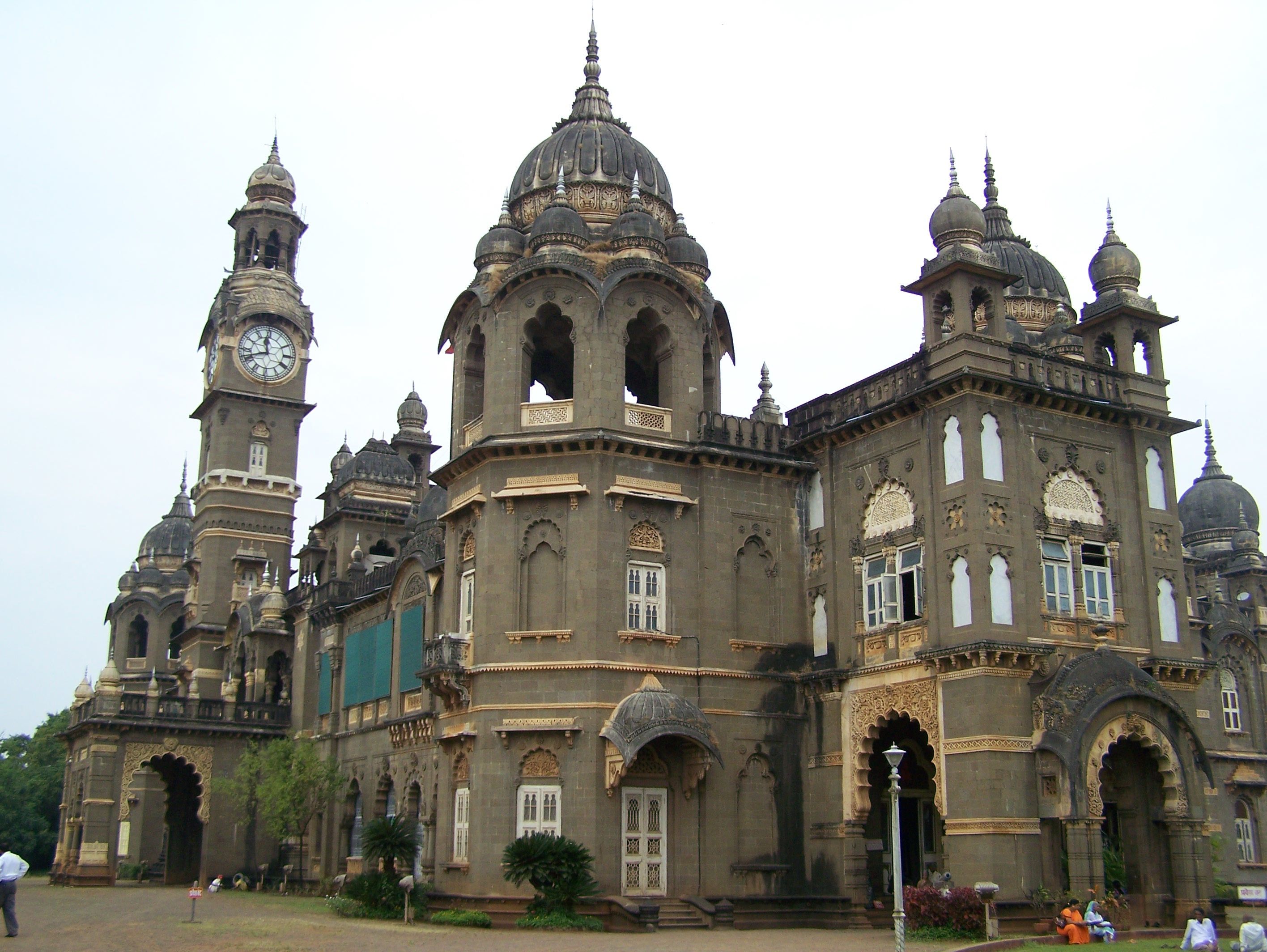

戈爾哈布爾是印度馬哈拉施特拉邦的城市，位於該國西部，面積66.82平方公里，海拔高度545米，每年平均降雨量995毫米，2011年人口561,841。

## 外部連結
- Kolhapur Municipal Corporation （页面存档备份，存于）